# Athamas tahitiensis
Athamas tahitiensis är en spindelart som beskrevs av Jendrzejewska 1995. Athamas tahitiensis ingår i släktet Athamas och familjen hoppspindlar. Inga underarter finns listade.